# Animation Magic
Animation Magic (en russe : Магия Анимации) était une société d’animation et de développement basée à Gaithersburg et possédant des bureaux à Cambridge et à Saint-Pétersbourg. En 1994, elle avait 90 employés, y compris 12 ingénieurs du logiciel et approximativement 60 animateurs, graphistes, artistes de l'arrière-plan et des sprites. Le studio a travaillé sur l’animation pour des jeux vidéo comme Link: The Faces of Evil, Zelda: The Wand of Gamelon, Mutant Rampage: Bodyslam, I.M. Meen, Chill Manor ou encore Warcraft Adventures: Lord of the Clans jusqu'à ce qu’il soit annulé,.

### Source
- (en) Cet article est partiellement ou en totalité issu de l’article de Wikipédia en anglais intitulé « Animation Magic » (voir la liste des auteurs).